# كولن لوكاس
كولن لوكاس (بالإنجليزية: Colin Lucas) هو مؤرخ بريطاني، ولد في 25 أغسطس 1940 في لندن في المملكة المتحدة.